# 松達鄉

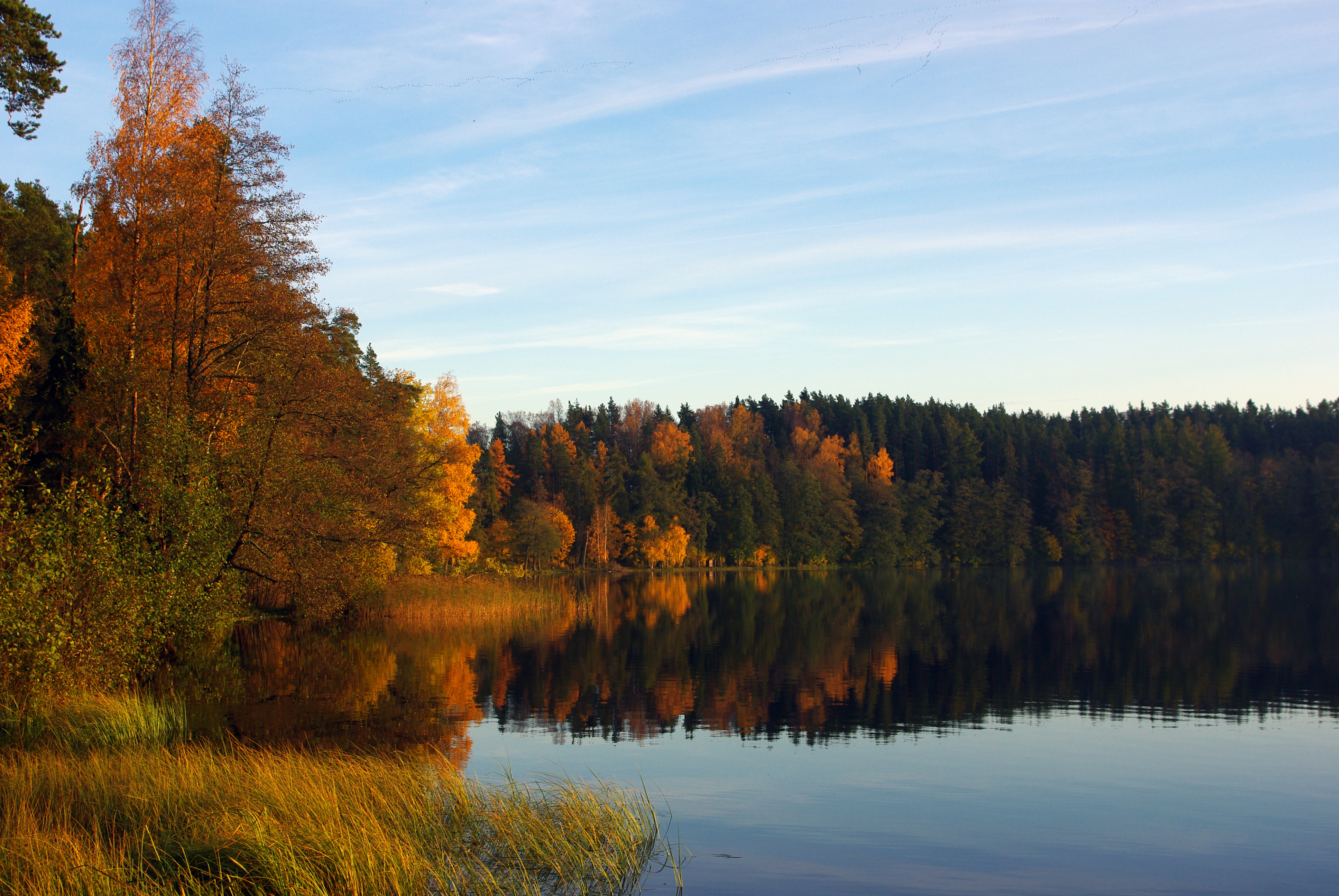

松達鄉，曾是愛沙尼亞東維魯縣的一個鄉村型市镇，位於該國東北部，行政中心設於松達，距離約赫維40公里，面積161平方公里，2006年人口1,019。
2017年爱沙尼亚行政改革后，松達市镇、基維厄利市及原呂加努塞市镇合并成新的吕加努塞市镇。
59°20′N 26°50′E / 59.333°N 26.833°E